# How It Feels to Be Run Over
How It Feels to Be Run Over è un cortometraggio muto del 1900 diretto e interpretato da Cecil M. Hepworth.

## Produzione
Il film fu prodotto dalla Hepworth.

## Distribuzione
Distribuito dalla Hepworth, il film - un cortometraggio della durata di 1 minuto - uscì nelle sale cinematografiche britanniche nel luglio 1900.
La pellicola è stata masterizzata e distribuita in DVD dalla Kino Video in The Movies Begin (1894-1913), un'antologia in tre volumi. Nel terzo, Experimentation and Discovery, oltre ad altri cortometraggi francesi, britannici e statunitensi, viene presentata una serie di cinque film prodotti dalla Hepworth (How It Feels to Be Run Over (1900), Explosion of a Motor Car (1900), Rescued by Rover (1905), The Other Side of the Hedge (1904) e That Fatal Sneeze del 1907).